# Frédéric de Cheusses
Frédéric Henry de Cheusses (5. december 1701 i København – 19. september 1773 i Altona) var en dansk-fransk diplomat.

## Officerskarriere
Han var en søn af markis Henry de Cheusses, ud af en huguenotfamilie, var født i København 1701 og studerede i Utrecht og Lunéville. Han tjente først i kavaleriet, hvor han avancerede til løjtnant i Livgarden til Hest 1722, ritmester sst. 1731, oberstløjtnant og generaladjudant 1734 og karakteriseret oberst 1736. Men 1743 gik han over i den diplomatiske tjeneste, afløste Jessen som gesandt i Berlin, hvor han forblev fra april 1743 til november 1746, forflyttedes derfra til Sankt Petersborg, hvor han efterfulgte Carl von Holstein, var der indtil september 1749 og endte som gesandt i Haag, fra april 1753 til maj 1769.

## Første poster
De Cheusses har ikke knyttet sit navn til nogen betydningsfuld diplomatisk akt, men han har den fortjeneste væsentlig at have bidraget til at holde landet uden for farlige forbindelser. Som hans virksomhed, således var hans egenskaber. Han udmærkede sig ikke ved glimrende evner eller rigt initiativ, men han så sig godt for, var meget pålidelig og især særdeles forsigtig. Det var netop de egenskaber, der behøvedes lige over for Frederik II af Preussen og senere lige over for Pjotr Bestuschev. Denne stræbte efter at lokke Danmark til et angrebsforbund mod Sverige med det formål at omgøre tronfølgervalget og erobre svenske provinser, men de Cheusses gennemskuede løsheden af disse kombinationer, og alt, hvad Danmark ønskede, var kun, at regeringsformen i Sverige bevaredes, at en tilnærmelse mellem Rusland og Sverige hindredes, og at Adolf Frederik for sin del opgav de gottorpske fordringer på hertugdømmerne. Det lykkedes den forsigtige de Cheusses at bevare sin regerings handlefrihed uden at støde Rusland for hovedet, og på samme tid bragtes Adolf Frederik ved frygten for et sådant offensivt forbund til at affinde sig med Danmark med hensyn til hertugdømmerne og til at fornægte alle planer om en regeringsforandring. Da dette mål var nået, opfyldtes de Cheussess gentagne begæring om at kaldes tilbage, og han afløstes af grev Rochus Friedrich zu Lynar.

## I Haag
Holland, hvorhen de Cheusses derefter sendtes, var en vigtig post, fordi alle politiske efterretninger hurtig nåede derhen for der fra igen at udbredes over Europa ved den frie hollandske presse, fordi Haag var et diplomatisk knudepunkt, hvor de krigsførendes gesandter kunne mødes på neutral grund, og endelig fordi Amsterdam var datidens store pengemarked, hvortil alle regeringer måtte ty, når de trængte til lån. De Cheusses holdt sin regering nøje underrettet om alt, hvad der erfaredes i Holland, og udførte med kyndighed de finansielle kommissioner, der kun alt for ofte måtte betros ham. Men der var ingen lejlighed for ham til at udvikle nogen aktiv politisk virksomhed. Kun i ét punkt mødtes de to landes politiske interesser, nemlig i vigtigheden af at værne om den neutrale handel, og da englændernes overgreb i 1758 havde nået en utålelig højde, modtog de Cheusses ordre til at gøre forslag om en alliance for med forenet våbenmagt at tvinge England til at respektere den neutrale handels enhed. Denne plan kom ikke til udførelse, da England gjorde nogle indrømmelser, navnlig til Holland, og det var vel desuden meget tvivlsomt, om den engelsksindede regering i Haag ville have kunnet beslutte sig til et brud med England. Men ved denne lejlighed pådrog de Cheusses sig mistanke for alt for meget at have fulgt sine personlige sympatier, idet han kun meddelte det ovennævnte forslag til regeringens medlemmer og ikke tillige, som hans instruks havde antydet, til oppositionen. Det kunde vel stemme med hans sædvanlige forsigtighed at ømme sig ved at følge en for en gesandts stilling så betænkelig anvisning, men det er i alt fald vist, at hans sympatier var for England, og at hans iver for den protestantiske tro gjorde ham gunstig for Preussen. På sin humane og tolerante måde stræbte J.H.E. Bernstorff at føre sin underordnede til en mindre idealistisk opfatning af Englands og Preussens egoistiske politik, men han skånede ham ikke, hvor han troede, at han i sine embedshandlinger havde ladet sig påvirke af sine personlige anskuelser. Dog dette hindrede ikke Bernstorff fra at anerkende, at de Cheusses "baade ved Fødsel og i Hjærtet" var ærlig dansk, og at behandle ham som en fortrolig ven, hvem han i sine breve med fuld tillid betror sine inderste tanker.
De Cheusses var manden, som formidlede kontakt til Sønke Ingwersen for at lokke ham til Danmark, hvilket lykkedes for i hvert fald en periode. Til gengæld havde diplomaten ikke noget flatterende syn på handelsmanden Ingwersen, som de Cheusses betragtede som temmelig ærgerrig.
I 1757 var de Cheusses blevet hvid ridder, 1765 udnævntes han til gehejmeråd, og da kong Christian VII 1768 på sin store rejse besøgte Holland, forfremmedes han til gehejmekonferensråd. Men han var nu bleven aflægs, og det følgende år afskedigedes han efter ansøgning og døde 1773 i Altona, hvor han er begravet. Hans efterfølger i Haag blev hans tidligere sekretær Frederik Carl de la Pottrie, efter at først grev Adolph Sigfried von der Osten havde været designeret til posten, og denne senere var blevet afslået af friherre Achatz Ferdinand von der Asseburg.
De Cheusses var ejendomsbesidder ved Bredsted i Slesvig (ejede godset Lütjenhorn i Læk Sogn) og blev 30. marts 1732 gift med Sophie Ernestine Louise de Suzannet de La Forest (begravet 7. december 1765 i Haag), sønnedatter af generalløjtnant markis Frédéric-Henri de Suzannet de La Forest. Datteren var gift med hollandsk kaptajn Jacob Henrik von Stöcken.